# Centromerus semiater
Centromerus semiater là một loài nhện trong họ Linyphiidae.
Loài này thuộc chi Centromerus. Centromerus semiater được Ludwig Carl Christian Koch miêu tả năm 1879.